# Poreč'e-Rybnoe
Poreč'e-Rybnoe è una cittadina della Russia europea centrale, situata nella oblast' di Jaroslavl'; appartiene amministrativamente al rajon Rostovskij.
Sorge nella parte meridionale della oblast', lungo il fiume Sara, presso la sua confluenza nel lago Nero.